# ماتسودایرا تادانائو
ماتسودایرا تادانائو (به ژاپنی: 松平 忠直 Matsudaira Tadanao) (۱۶ ژوئیه ۱۵۹۵ –۵ اکتبر ۱۶۵۰) یک دایمیوی ژاپنی در اوایل دوره ادو بود. او رهبر قلمروی فوکوئی و پسر یوکی هیده‌یاسو بود.